# 헬리 러브

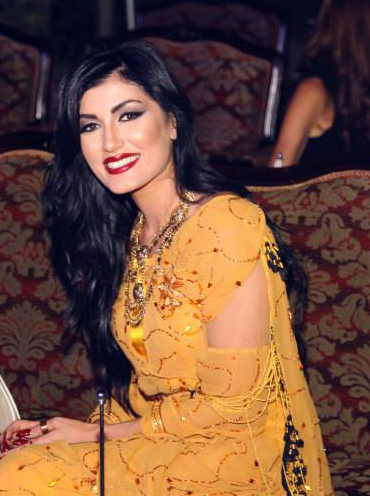
헬리 러브

헬리 러브(Helly Luv), 본명은 헬란 압둘라(Helan Abdullah, 1988년 11월 16일 이란 우르미아 ~ )는 핀란드의 여자 가수이다. 쿠르드족 혈통을 갖고 있다.